# Attentat de la mosquée de Shikarpur
L'attentat de la mosquée de Shikarpur est un attentat terroriste islamiste perpétré le 30 janvier 2015 dans une mosquée chiite de Shikarpur, au Pakistan. L'explosion, revendiquée par le Joundallah, fait 61 morts et de nombreux blessés.

## Contexte

### Situation religieuse
Les chiites sont des cibles prisées des mouvements fondamentalistes sunnites à travers le monde musulman. Au Pakistan, ils représentent environ 20 % de la population, soit près de 40 millions de personnes.
Le Sind est une région de cohabitation entre sunnites, chiites et hindous (largement minoritaires). Traditionnellement, les musulmans s'y abstiennent d'abattre des vaches, et les hindous de consommer du porc, par « respect mutuel ». Cependant, depuis quelques années, le radicalisme sunnite augmente avec la construction de nombreuses madrassas où la teneur de l'enseignement dispensé demeure flou. Les meurtres de musulmans ahmadis, les destructions de mausolées soufis et les enlèvements de jeunes filles hindoues pour les marier à des sunnites se multiplient.

### Situation sécuritaire
Un peu plus d'un mois plus tôt, le 16 décembre, le Pakistan avait déjà été victime d'une attaque terroriste de grande ampleur : un commando de talibans avait massacré plus de 130 enfants dans une école militaire de Peshawar. Cette nouvelle attaque a lieu le jour d'une visite du Premier ministre Nawaz Sharif à Karachi, la capitale provinciale du Sind, justement sur le thème de la sécurité.
L'attaque a également lieu dans un contexte d'émoi international important sur le sujet du terrorisme, trois semaines après une série d'attentats islamistes en France.

## Déroulement
Le 30 janvier 2015, environ 400 personnes sont massées dans l'imambargah de Shikarpur, dans la province du Sind, pour la prière du vendredi. « Imambargah » est un terme utilisé au Pakistan pour désigner les mosquées chiites. C'est en pleine prière qu'une violente explosion dévaste l'édifice. Le toit s'effondre. 
Alertés par le bruit, des centaines de personnes accourent alors des rues avoisinantes pour tenter de dégager les victimes des décombres. À cause du manque d'ambulances, des blessés sont acheminés vers les hôpitaux en taxis et en motos pousse-pousse. D'autres sont transportés par les airs jusqu'à Karachi.

## Bilan
Cinquante-quatre personnes décèdent dans l'attaque. Sept blessés, qui avaient été conduits dans les hôpitaux de Larkana et Sukkur, meurent malgré les soins, ce qui porte le bilan total à 61 morts.
Nawaz Sharif condamne l'acte, mais rappelle que la situation sécuritaire du pays s'améliore d'année en année. Le nombre d'attentats a diminué de 30 % entre 2013 et 2014.

## Revendication et conséquences
L'attaque est revendiquée par le Joundallah (les « Soldats d'Allah », en ourdou), un mouvement terroriste sunnite peu connu, plus ou moins lié aux talibans. Le groupe annonce son intention de continuer à frapper les chiites, selon lui « opposés au vrai islam ». 
Les observateurs s'inquiètent de la montée du radicalisme dans cette région de tradition soufie.